# Adolf von Doß
Max Adolph Karl Marcus Johann Nepomuk von Doß (* 10 de setembre de 1825 a Pfarrkirchen, Baixa Baviera; † 13 d'agost de 1886 a Roma) fou un compositor i religiós alemany.
El 1843, professà en la companyia de Jesús, a la qual va pertànyer fins a la seva mort. Residí molt de temps a Alemanya, Bèlgica i Roma, destacant en la composició de música religiosa.
En aquest gènere mereixen especial menció els seus oratoris i cantates i les seves col·leccions titulades Melodiae sacre (Münster, 1862); Melodies religieuses i Collection de Musique d'Èglise. Abans d'abraçar l'estat religiós s'havia distingit com a compositor teatral, donant a l'escena amb èxit sis òperes, entre elles la titulada Baudouin du Bourg, i dues operetes.